# Clemathada
Clemathada là một chi bướm đêm thuộc họ Noctuidae.